# Amálie Henrietta ze Solms-Baruth
Amálie Henrietta ze Solms-Baruth (30. ledna 1768 – 31. října 1847) byla jediným dítětem hraběte Jana Kristiána II. a jeho manželky Frederiky Luisy z Reuss-Köstritz.

## Manželství a potomci
30. ledna 1789 se provdala za prince Karla Ludvíka Hohenlohe-Langenburského, s nímž měla několik potomků:
- Luisa z Hohenlohe-Langenburgu (*/† 1789)
- Alžběta z Hohenlohe-Langenburgu (22. listopadu 1790 – 6. října 1830), ⚭ 1812 lankrabě Viktor Amadeus Hesensko-Rotenburský (2. září 1779 – 12. listopadu 1834)
- Konstancie z Hohenlohe-Langenburgu (1792–1847), ⚭ 1815 František Josef z Hohenlohe-Schillingfürstu (26. listopadu 1787 – 14. ledna 1841)
- Emílie z Hohenlohe-Langenburgu (1793–1859)
- Arnošt I. z Hohenlohe-Langenburgu (7. května 1794 – 12. dubna 1860), kníže z Hohenlohe-Langenburgu, ⚭ 1828 Feodora Leiningenská (7. prosince 1807 – 23. září 1872)
- Fridrich z Hohenlohe-Langenburgu (*/† 1797)
- Marie Henrietta z Hohenlohe-Langenburgu (*/† 1798)
- Luisa z Hohenlohe-Langenburgu
- Johana z Hohenlohe-Langenburgu
- Anežka z Hohenlohe-Langenburgu (5. prosince 1804 – 9. září 1835), ⚭ 1829 Konstantin z Löwenstein-Wertheim-Rosenbergu (28. září 1802 – 27. prosince 1838)
- Jindřich z Hohenlohe-Langenburgu
- Helena z Hohenlohe-Langenburgu (22. listopadu 1807 – 5. září 1880), ⚭ 1827 vévoda Evžen Württemberský (8. ledna 1788 – 16. září 1857)
- Jindřich z Hohenlohe-Langenburgu